# Artis

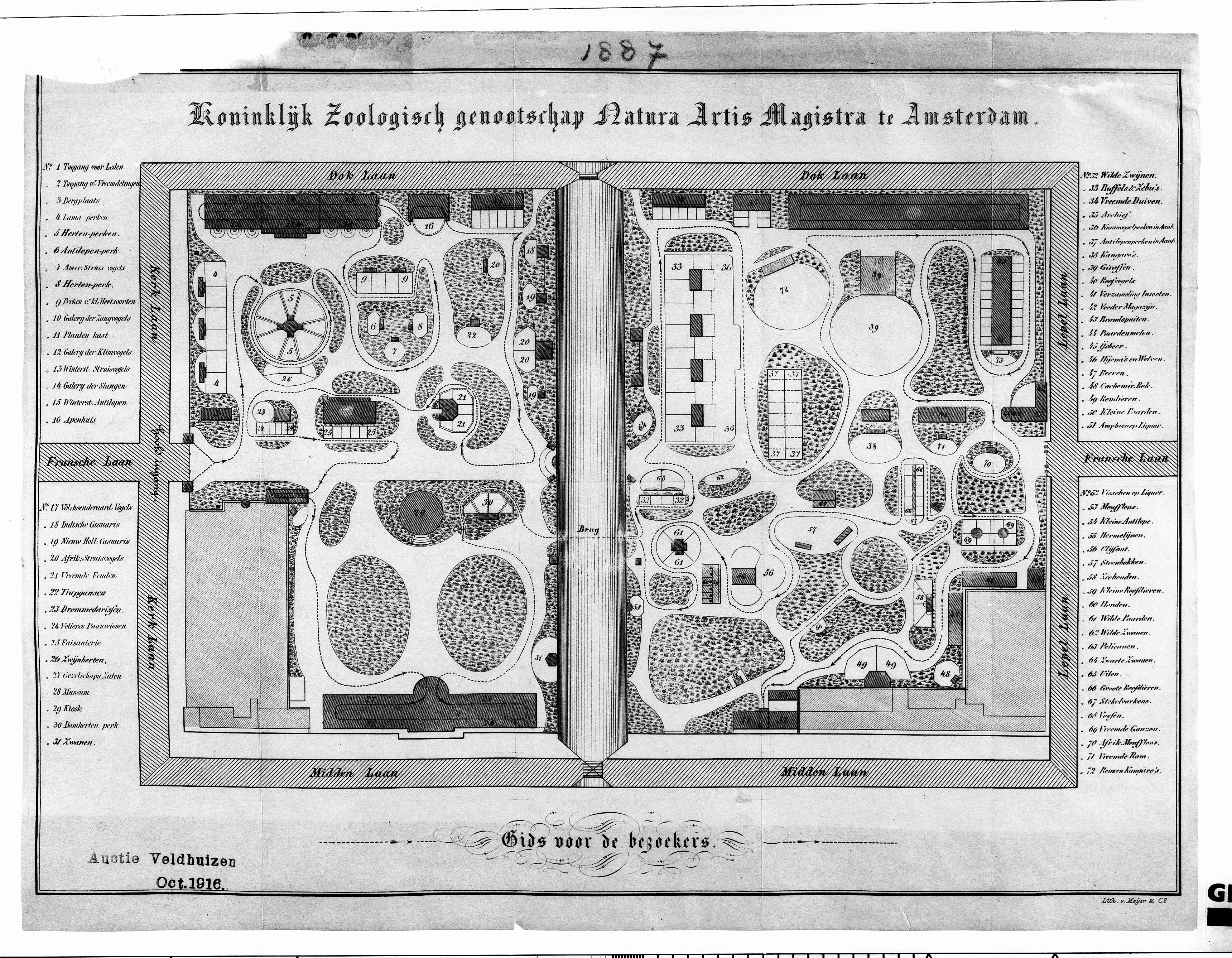
Plattegrond van de tuin rond 1857

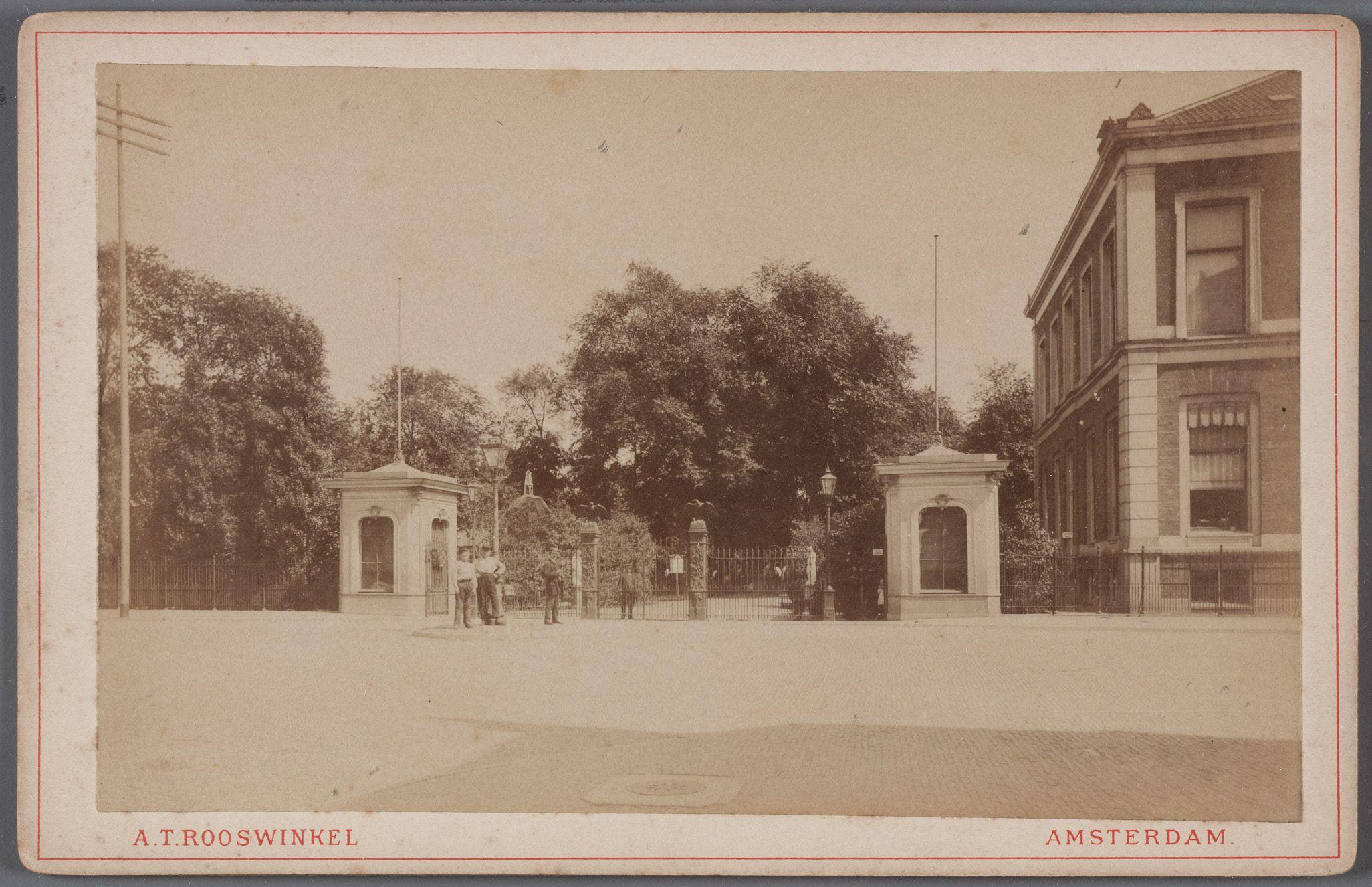
De hoofdingang van Artis, Plantage Kerklaan 40, gezien vanuit de Plantage Franschelaan (Henri Polaklaan); circa 1883

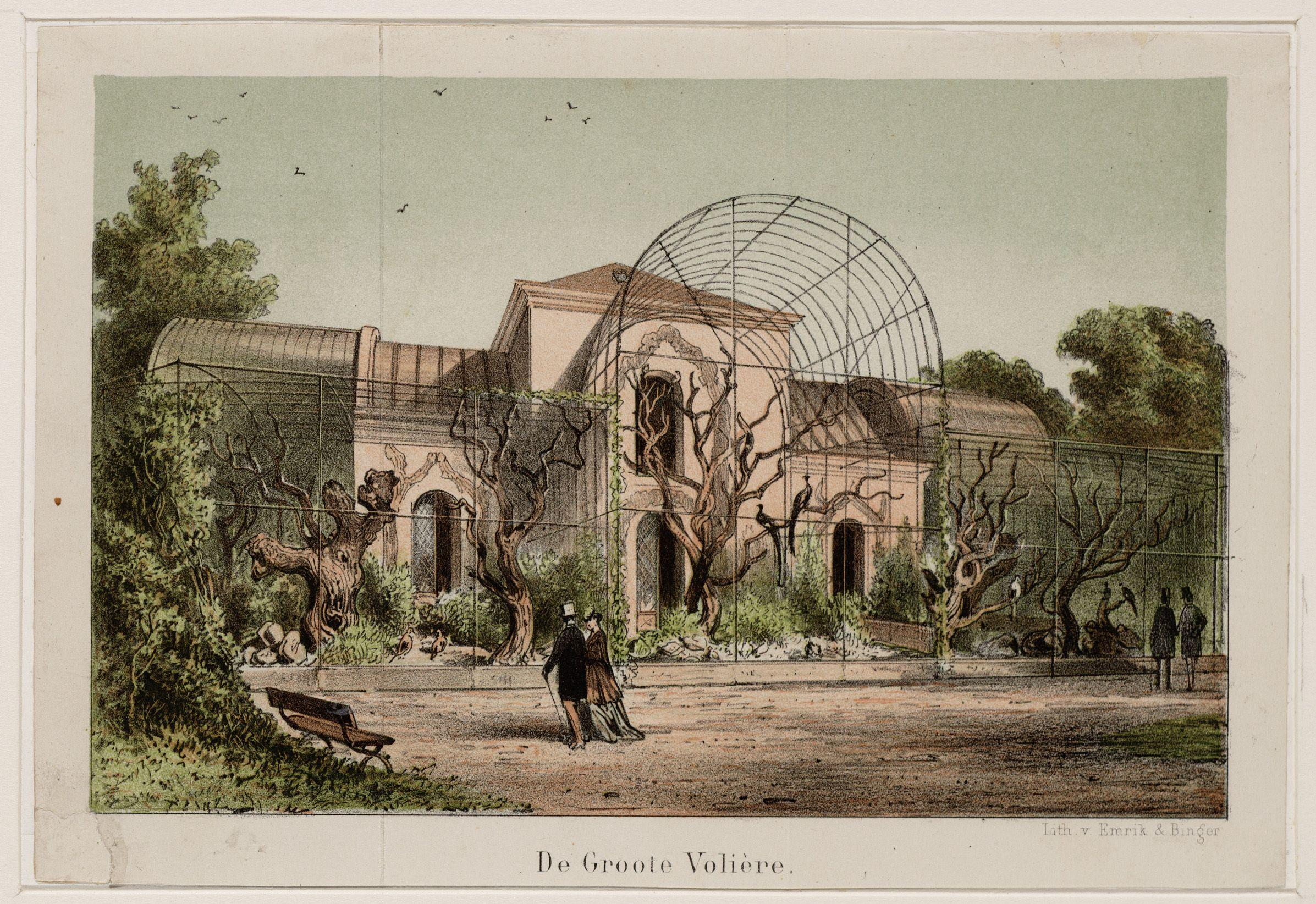
De 'Groote Volière’; circa 1875-1900

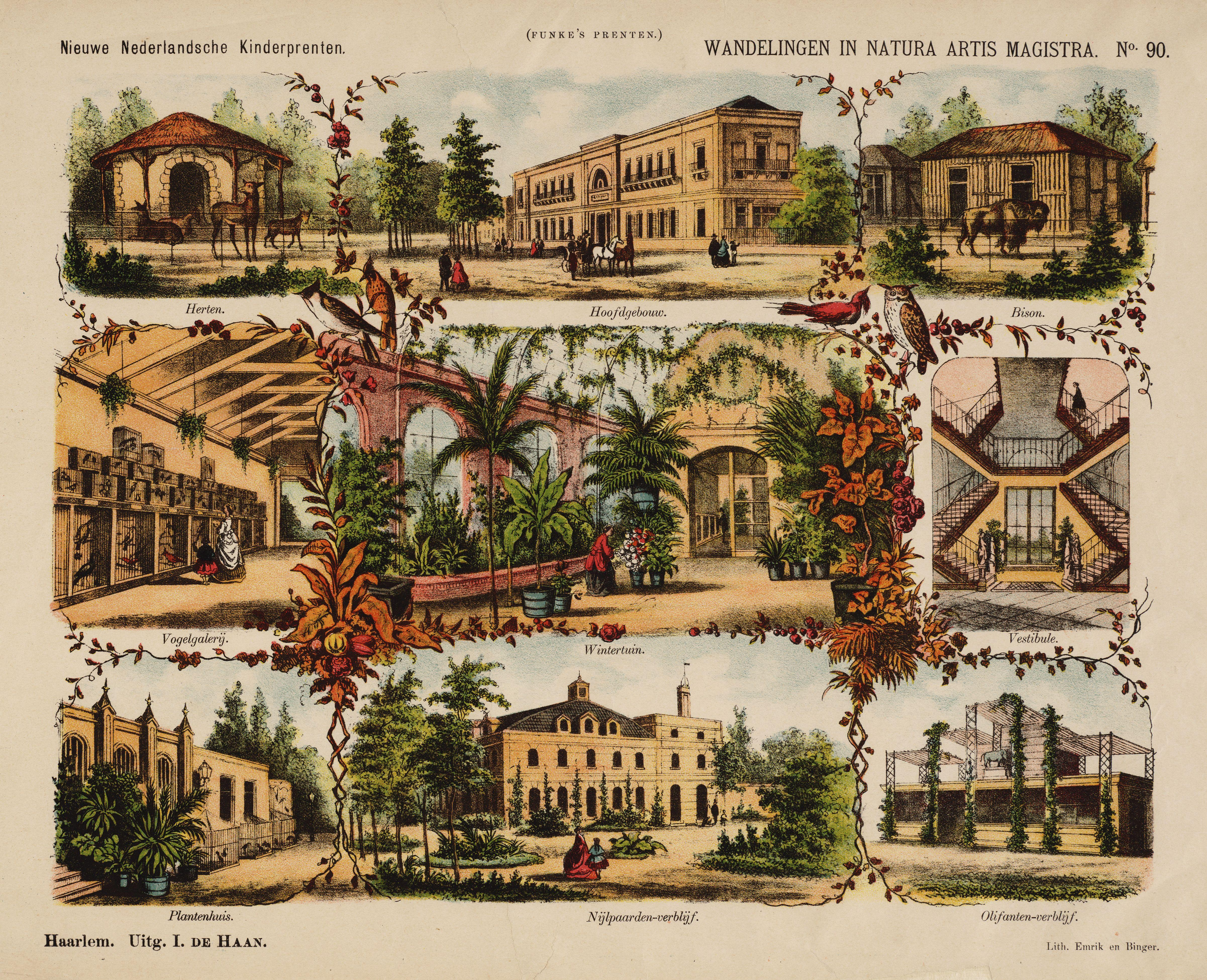
Verzamelprent met 9 afbeeldingen van gebouwen in Artis; circa 1870

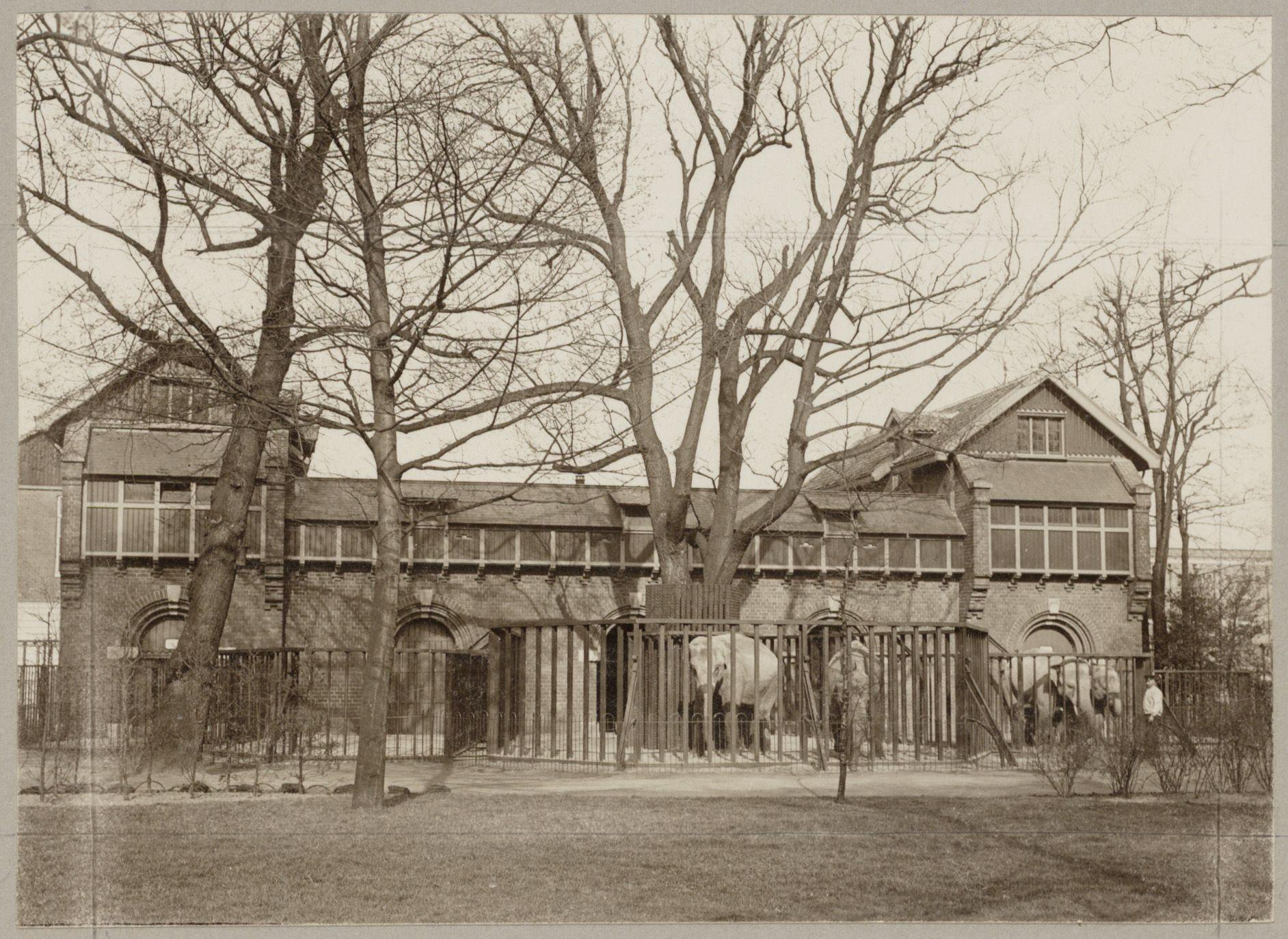
Het olifantenhuis in Artis, circa 1900

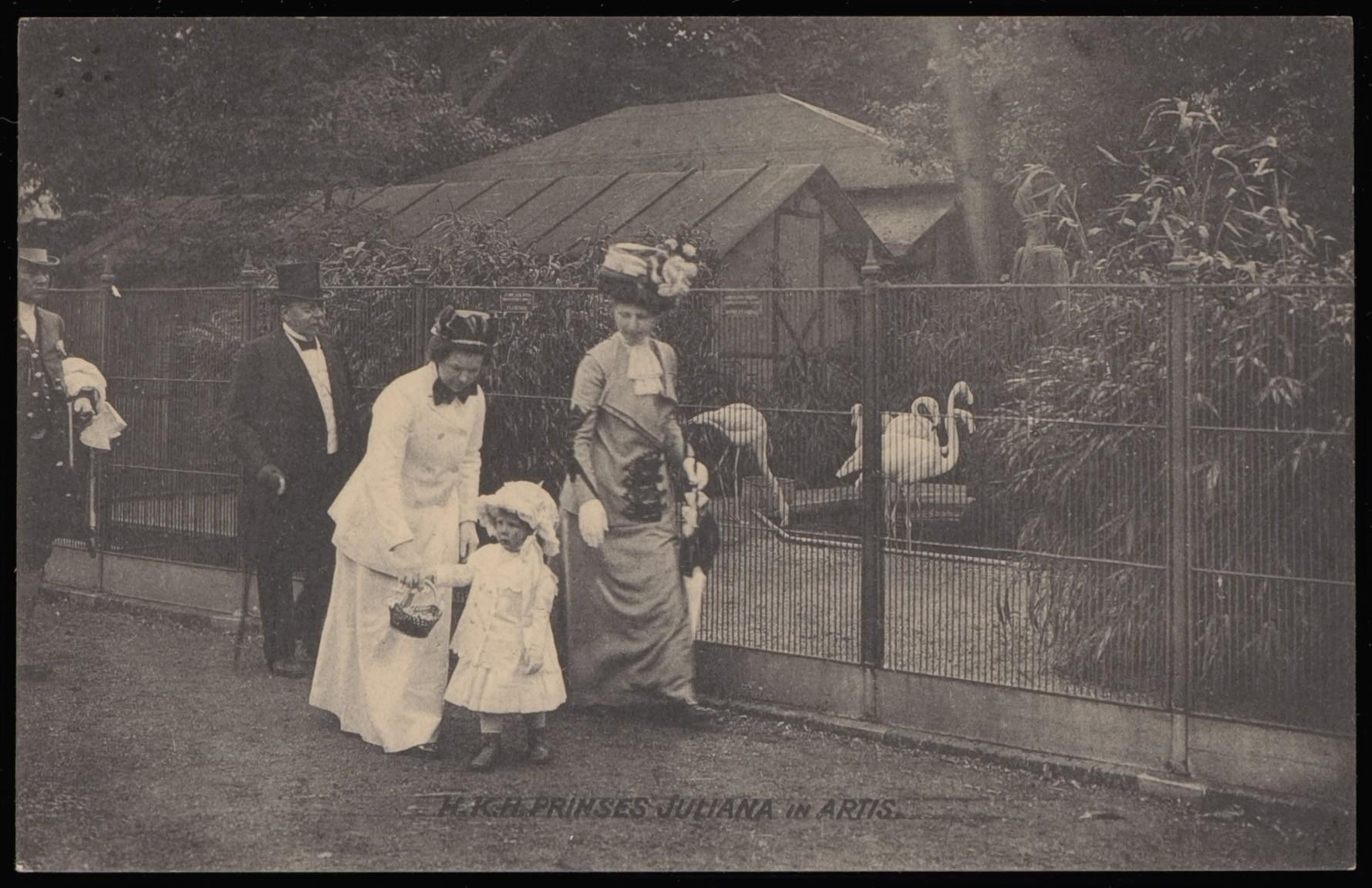
Tweede bezoek van H.K.H. Prinses Juliana aan Artis; circa 1911

Artis is de dierentuin van Amsterdam en de oudste dierentuin van Nederland. Artis ligt in de Plantagebuurt met de ingang aan de Plantage Kerklaan. Artis is als tuin van het Koninklijk Zoölogisch Genootschap Natura Artis Magistra ("de natuur is de leermeesteres van de kunst") in 1838 opgericht dat zich ten doel gesteld heeft om liefde en zorg voor de natuur te stimuleren.
Het park telt 27 monumentale gebouwen die grotendeels uit de negentiende eeuw dateren.

## Geschiedenis
Het 'Zoölogisch Genootschap Natura Artis Magistra' werd op 1 mei 1838 opgericht door boekhandelaar Gerardus Frederik Westerman, commissionair Johann Wilhelm Heinrich Werlemann en horlogemaker Jan Jacob Wijsmuller. Het doel was de natuur zowel in levende als niet-levende vorm dichter bij de welgestelde burgers te brengen. De drie kochten een terrein in de Plantagebuurt - toen nog een groene buitenwijk van Amsterdam - en lieten er gebouwen neerzetten en een tuin inrichten. De naam van het Genootschap werd al snel versimpeld tot Artis; op 1 mei 1852 verkreeg het genootschap het predicaat Koninklijk.

### Natuurhistorische collecties
Aanvankelijk was de steeds groeiende verzameling van zogenoemde "naturalia" - op sterk water gezette specimina, skeletten, opgezette dieren, schelpen, fossielen en gesteenten - zeker zo belangrijk als de tuin. Deze museumcollectie verhuisde in 1855 naar de eerste verdieping van het door Johannes van Maurik ontworpen hoofdgebouw aan de Plantage Middenlaan dat prompt ook te klein werd. De naturalia-verzameling werd in 1882 samengevoegd met de collectie van de Universiteit van Amsterdam die op het terrein zoölogische laboratoria en collegezalen had. Dit Zoölogisch Museum Amsterdam verhuisde in 2010 naar het Naturalis Biodiversity Center in Leiden.

### Etnografische collecties
Arts verzamelde niet alleen dieren, planten en natuurhistorische objecten, maar ook etnografica. Dit had het genootschap zichzelf bij oprichting niet tot doel gesteld, maar het ontving zo veel etnografische geschenken dat "het Bestuur, door de talrijke geschenken aangemoedigd, in den loop der jaren toch tot de overtuiging, dat juist in de hoofdstad eener koloniale mogendheid, de stichting van een Ethnographisch Museum meer dan wenschelijk was." Ter gelegenheid van het vijftigjarig bestaan van de dierentuin werd er in 1888 een etnografisch museum in Artis geopend. Van de meer dan elfduizend objecten in het museum was het merendeel afkomstig van het eiland Java. De verzameling werd tentoongesteld in het gebouw Amicitia aan de Plantage Middenlaan en in 1888 overgebracht naar het gebouw De Volharding in het midden van Artis. In 1921 zijn de voorwerpen overgedragen aan Het Koloniaal Instituut, het huidige Wereldmuseum Amsterdam.
Voor de groei van haar collecties, zowel in etnografica als levende en dode dieren, was de dierentuin in de negentiende eeuw grotendeels afhankelijk de de Nederlandse koloniën. Tot aan 2022 bleef dat aspect nog onderbelicht.

### Bibliotheek
Een derde onderdeel, de zoölogische bibliotheek met uiteindelijk 20.000 titels, kreeg een eigen gebouw op het terrein en bleef daar tot het in 1939 inclusief het beroemde zoölogische prentenkabinet (90.000 prenten) overging naar de Universiteitsbibliotheek van de Universiteit van Amsterdam. De zoölogische bibliotheek is nu organisatorisch onderdeel van de Bijzondere Collecties van de Universiteit van Amsterdam.

### De tuin
In de eerste jaren was Artis een sociëteit voor welgestelden; de tuin was alleen toegankelijk voor de leden die tien gulden contributie per jaar betaalden. Hiermee financierden ze gezamenlijk de tuin. Niet-leden mochten vanaf 1852 in de maand september de tuin bezoeken; het ingangstarief was voor hen vastgesteld op 25 cent per bezoek. Artis begon als een tuin met een vijver en een oranjerie van zestig bij tachtig meter. Onder de eerste dieren die te zien waren, bevonden zich apen, herten, papegaaien en een "Surinaamse boskat" (waarschijnlijk een Leopardus-soort) aangevuld met het naturaliënkabinet van Reindert Draak. In het eerste jaar werd verder voor vierhonderd gulden een panter gekocht.
In 1839 kocht het Genootschap voor 30.000 gulden de reizende menagerie van Cornelis van Aken die onder andere een 'Sjaguar Tijger met groote vlekken van de West-Indies' bevatte. Naast deze jaguar omvatte de menagerie ook een gestreepte hyena, een Indische olifant en een boa constrictor. Deze exotische dieren vormden een stevige basis voor de dierentuin. Het leidde tot de eerste uitbreiding van Artis: de oude Middenhof werd uitgebreid met de Houtwallen aan de beide zijden van de Nieuwe Prinsengracht. Een veerpont vervoerde bezoekers tussen de twee delen van de dierentuin. De gracht werd namelijk nog steeds gebruikt voor beroepsscheepvaart tussen Amstel en Entrepotdok, wat 's nachts een probleem was omdat scheepslieden dan weleens een gratis bezoekje aan Artis brachten. In 1866 werd de gracht eigendom van Artis en omgevormd tot drie grote vijvers met daartussen bruggetjes van architect Salm.
In het midden van de negentiende eeuw kregen de dieren in de tuin veelal vaste hokken. In 1863 werd een nieuw gebouw aangekocht dat zich bevond op de Plantage Franschelaan. Aan dit buitenhuis werden kooien gebouwd zodat een grote volière ontstond; in deze volière werden ibissen, reigers, pauwen en hoenderachtige vogels geplaatst.
In 1877 bereikte Artis een oppervlakte van tien hectare, gelegen tussen de Plantage Kerklaan, de Plantage Middenlaan en de Plantage Doklaan. Inmiddels was de oorspronkelijke dierentuin in de Plantage uitgebreid met onder andere in 1859 het roofdierengebouw en in 1882 het aquariumgebouw.
In de 20e eeuw ging Artis in navolging van het Hamburgse Tierpark Hagenbeck moderniseren. In 1927 bouwde de huisarchitect Bert Johan Ouëndag het "Kerbertterras", een leeuwenverblijf met een gracht en muurtje in plaats van tralies. Ook ontwierp hij het nieuwe apenhuis.

### Dreigend faillissement
Kort na het honderdjarige bestaan in 1938 dreigde faillissement en sluiting voor Artis vanwege hoge schulden, veroudering en dalende bezoekersaantallen. Het "Comité Redding Artis", dat de dierentuin financieel steunde, werd opgericht. De grond en gebouwen werden aan de gemeente Amsterdam verkocht. De levende have bleef van Artis.
In 1940, rond het begin van de Tweede Wereldoorlog ging het weer beter met Artis. Ook na het uitbreken van de oorlog was er voldoende voedsel voor de dieren en voldoende bouwmateriaal. Met de bijna een miljoen gulden die de verkoop had opgeleverd werden nieuwe projecten begonnen, zoal het Kamelenveld, de Apenrots (beide uit 1940) en de Bergdierenrots (nu Steenbokkenrots) (1941). Een belangrijke rol hierin had directeur Armand Louis Jean Sunier, die als geboren Zwitser de Duitse taal uitstekend beheerste en bovendien een goede onderhandelaar was en zo de Duitse bezetters kon aanzetten tot het leveren van de benodigde materialen. In de nacht van 13 op 14 juni 1941 werd Artis getroffen door geallieerde brandbommen die bedoeld waren voor het naastgelegen spoorwegterrein aan de Plantage Doklaan. Er was wonderwel alleen schade aan gebouwen. In september 1941 moest de dierentuin op last van de bezetter de Joodse leden, van wie er van oudsher veel waren, de toegang ontzeggen. In 1945 kreeg ook Artis het lastiger en er ontstond een tekort aan voedsel en brandstof voor de aquariumpomp. Uiteindelijk kwam de bevrijding net op tijd.

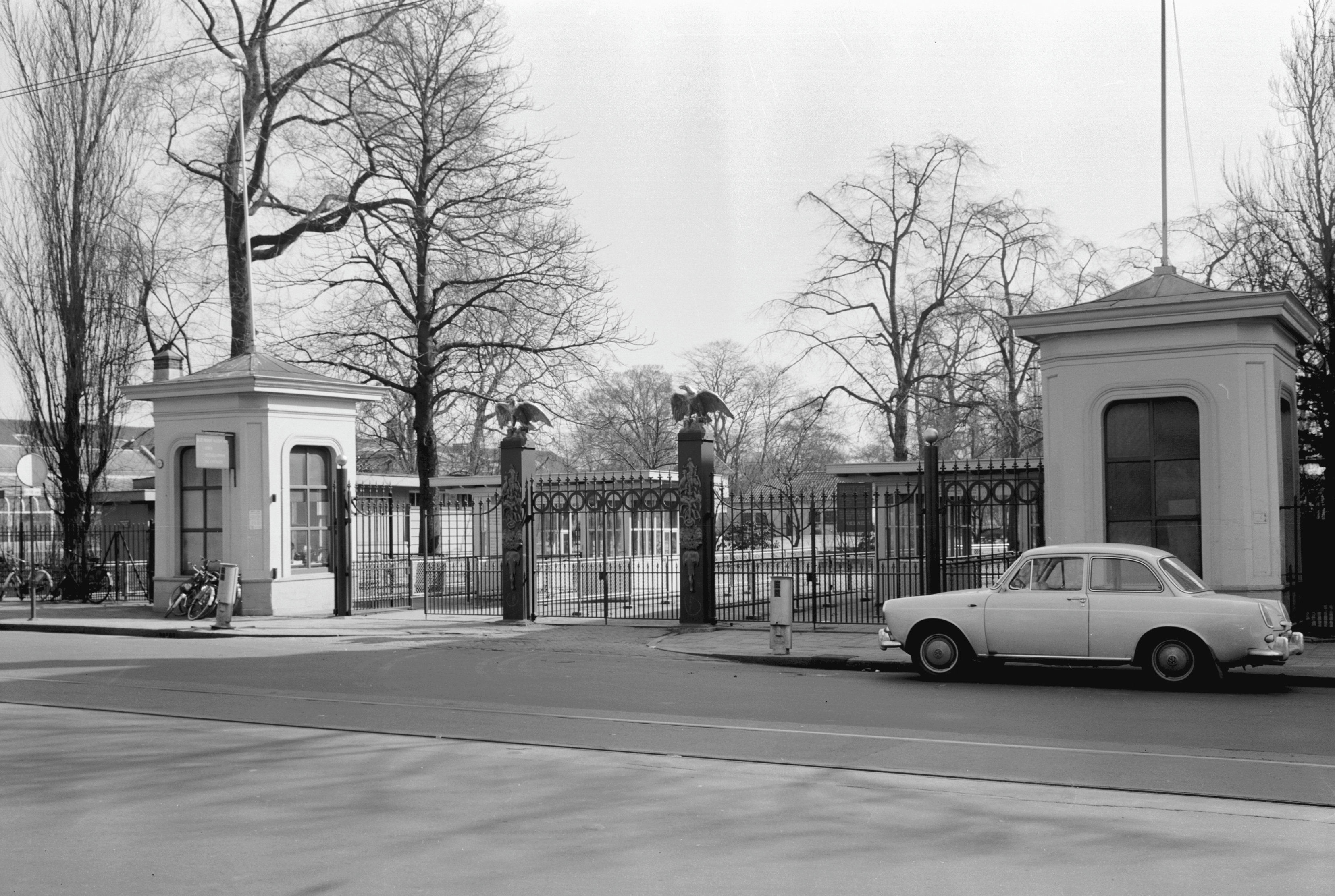
Ingang van Artis in 1964, aan de Plantage Kerklaan.

Ter gelegenheid van het 125-jarige bestaan werd in 1963 het nachtdierenhuis geopend, terwijl het 150-jarige bestaan in 1988 aanleiding was voor de opening van het Planetarium van Artis (voorheen gevestigd in het Gaasperpark). In 1992 volgde het Geologisch Museum. In 1997 werd het aquarium geheel vernieuwd met een koraalrif, een vloedbos uit de Amazone en de fauna van een Amsterdamse gracht.

### Vernieuwingen sinds eind twintigste eeuw
Eind jaren negentig van de twintigste eeuw begon Artis met een reeks vernieuwingen, mede mogelijk gemaakt door de aanwinst van het naastgelegen spoorwegterrein van vier hectare groot aan de Plantage Doklaan en het Entrepotdok. De eerste vernieuwing was de aanleg van het Wolvenbos in 1999, gevolgd door een nagemaakt Afrikaans savannelandschap aan het Entrepotdok later dat jaar. Op de plek die door de verhuizing van de grévyzebra's en witstaartgnoes vrijkwam werd de Zuid-Amerikaanse Pampa gebouwd, die in 2004 werd geopend. In 2005 werd de oude roofdiergalerij gesloten vanwege nieuwe inzichten over het op een correcte manier houden van roofdieren. In datzelfde jaar werd het nieuwe insectarium geopend, gevolgd door een groot vlinderpaviljoen in 2006. Sindsdien beschikt Artis over het grootste insectarium ter wereld. In juni 2008 werd het Lemurenland geopend op de plaats van de voormalige Vogelweide om natuur dichterbij te brengen en tegelijk meer ruimte voor de dieren te scheppen. Lemurenland is gebouwd als een eiland waar vari's zich vrijelijk kunnen bewegen. Aanvankelijk werd Lemurenland door drie soorten bewoond: rode vari's, zwart-witte vari's en ringstaartmaki's. Door conflicten tussen de soorten keerden de zwart-witte vari's al snel terug naar het Kleine Zoogdierenhuis. Later verhuisden ook de ringstaartmaki's naar een andere locatie in de tuin. Lemurenland is tevens de thuishaven van een groep Nijlganzen.
Na de bouw en aanleg van deze nieuwe onderdelen van de dierentuin, begon Artis met het vernieuwen van bestaande verblijven en het restaureren van monumentale gebouwen. Tussen februari 2010 en medio 2011 werden het Vogelhuis en het Apenhuis gerestaureerd. Het Vogelhuis werd opgedeeld in drie themagebieden: woestijn, regenwoud en rotskust. In deze drie delen van het gebouw vliegen de vogels vrij rond en lopen de bezoekers over een brug door het gebouwdeel. Het Apenhuis werd omgebouwd tot één grote hal met tropische planten waar de bezoekers tussen vrijlevende dieren lopen, zoals diverse kleine soorten primaten en enkele andere diersoorten zoals klimbuideldieren en vleerhonden. Eind april 2010 werd er begonnen met een vernieuwing en uitbreiding van de Afrika Savanne, waarbij de oorspronkelijke Afrika Savanne werd verbonden met het voormalige giraffenperk en vervolgens grotendeels opnieuw werd aangelegd. De uitgebreide savanne huisvest momenteel meerdere soorten hoefdieren en vogels. In 2010 werd ook de Fazanterie deels gerestaureerd en deels opnieuw gebouwd om zo meer vliegruimte te creëren door middel van ruime volières. Aan beide buitenzijden van de Fazanterie zullen zes meter hoge volières verrijzen met de westelijke zijde ara's en aan de Aquariumzijde grote Afrikaanse vogels zoals maraboes en hoornraven. In lagere volières worden bewoond door kleinere soorten papegaaien en hoenderachtigen zoals de congopauw en verschillende fazanten. Begin 2012 werd het verblijf van de Afrikaanse wilde honden vernieuwd. In 2014 werd Micropia opgeleverd, de eerste zogenoemde "microzoo" in de wereld. In Micropia kan het publiek kennis maken met microscopisch kleine organismen, zoals bacteriën en virussen. Er liep een crowdfunding-campagne om het parkeerterrein aan de olifanten te geven. Dit verblijf is inmiddels gerealiseerd.

### Lijst van directeuren
Artis heeft nu de achtste directeur sinds 1843:
- Gerardus Frederik Westerman (1843-1890)
- Coenraad Kerbert (1890-1927)
- Armand Louis Jean Sunier (1927-1953)
- Ernst Frederik Jacobi (1953-1973)
- Bart Lensink (1973-1990)
- Maarten Frankenhuis (1990-2003)
- Haig Balian (2003-2017)
- Rembrandt Sutorius (2017-heden)

## Indeling
Bij de ingang bevinden zich het Zeiss Planetarium (sinds 1988, gerenoveerd in 2007), het Kamelenveld, de Papegaaienlaan, de Apenrots en de Kinderboerderij. Op het Kamelenveld leven exotische huisdieren als de huiskameel, de dwergezel, de alpaca en het Watusirund. De Apenrots werd tot 1988 bewoond door een groep resusapen, en daarna was de Japanse makaak de bewoner. Vanaf 2025 wordt de rots opgenomen in een eilandje met gevarieerde begroeiing voor de kleine panda's en kleinklauwotters. Langs de Papegaaienlaan waren tot eind jaren negentig verschillende papegaaiensoorten (voornamelijk ara's) te zien gedurende de zomermaanden, eerst in kooien en later gekortwiekt. De Papegaaienlaan werd uiteindelijk als te stressvol beschouwd voor de papegaaien, die sindsdien een groot volière in de buurt van het Aquarium bewonen.
Aan de noordwestzijde van Artis bevinden zich het Vogel-, Apen- en Reptielenhuis, het Kerbert-terras en de Roofdierengalerij (katachtigen).
Het Kerbert-terras is gebouwd in 1927 en vernoemd naar Coenraad Kerbert, de tweede directeur van Artis. Het huisvest een groep leeuwen. Wegens geldgebrek besloot Artis in januari 2021 om de leeuwen af te stoten, zodat bezuinigd kon worden op de bouw van een nieuw leeuwenverblijf. De leeuwen, twee vrouwtjes en een mannetje, zouden naar Frankrijk verhuizen, doch dit ging niet door. Na ontvangst van een schenking in juni 2021 kan er alsnog een nieuw verblijf gebouwd worden waarmee de toekomst van de leeuwen in Artis is verzekerd. Het nieuw te bouwen verblijf wordt tien keer zo groot. Het rijksmonumentale Kerbert-terras gaat daarna andere dieren huisvesten.
De Roofdierengalerij was tot eind jaren tachtig een rij kale betonnen kooien, maar in de jaren negentig hebben deze verblijven een sterke verandering ondergaan. Het aantal soorten is teruggebracht, waardoor de overgebleven soorten meer ruimte hebben. Bovendien zijn de verblijven voorzien van begroeiing, houten vlonders en vijvertjes.
Ten zuiden van het Reptielenhuis bevinden zich het Lemurenland (een eiland) en een drietal vijvers. Lemurenland werd in juni 2008 geopend en wordt bewoond door rode vari's. Bezoekers kunnen via een brug dit gebied betreden en zo tussen de dieren lopen. De drie vijvers zijn restanten van de Nieuwe Prinsengracht. In en rondom deze vijvers leven verschillende watervogels waaronder de Europese kraanvogel en de Chileense flamingo. Ten oosten van de vijvers liggen de Bokkenrots (1941) met Alpensteenbokken en de Zuid-Amerikaanse Pampa (2004). De Zuid-Amerikaanse Pampa omvat een drietal verblijven. Eén verblijf huisvest een groep Chileense flamingo's en zwarthalszwanen. Een groot combinatieverblijf wordt bewoond door capibara's, reuzenmiereneters, grote mara's, lama's, vicuña's, laaglandtapirs, nandoes, kuifhoenderkoeten en roodwangschildpaden. Het laatste verblijf wordt bewoond door een koppel jaguars. Eind juni 2017 is de vrouwelijke (gevlekte) jaguar bevallen van twee zwarte welpen. De mannelijke jaguar is ook zwart.
Het centrale punt van de Zuid-Amerikaanse Pampa is het Eenhoevigenhuis, een monument dat vroeger het binnenverblijf was van verschillende paardachtigen zoals de onager, de grévyzebra, de hartmann-bergzebra en het przewalskipaard. In 1883 stierf bij het Eenhoevigenhuis de laatste quagga ter wereld. De Artis Bibliotheek bevindt zich naast de Pampa en is nu eigendom van de Universiteit van Amsterdam.
Centraal in Artis liggen de verblijven van verschillende kleine zoogdieren. Het Kleine Zoogdierenhuis uit 1977 bestaat uit een aantal binnenverblijven en buitenverblijven. Binnen zijn voornamelijk Zuid-Amerikaanse apensoorten en knaagdieren te zien, buiten leven verschillende kleine roofdieren (margay, Maleise bonte marter, beermarter, fennek en stekelvarkens. Rondom het Kleine Zoogdierenhuis liggen de verblijven van de zwartstaartprairiehond en de beverrat. Wasberen leven naast het oude Wolvenhuis, evenals een groep Afrikaanse wilde honden. Het verblijf rondom het Minangkabause huis wordt bewoond door kuifmakaken en laaglandanoa's Naast het Minangkabau huis ligt een tweede verblijf voor laaglandanoa's en vroeger leefden in de buurt hiervan ook nog diverse herten- (ree, zwijnshert) en antilopesoorten (dorcasgazelle, saïga, blauwe duiker). Tegenwoordig leeft hier nog maar een antilopesoort: de thomsongazelles.
Naast de Afrikaanse wilde honden ligt de Uilenruïne met sneeuwuilen en Chinese kraanvogels, het Wolvenwoud en het verblijf van de Aziatische olifanten. Het olifantenverblijf is in de late jaren negentig, en later ook in 2017 uitgebreid (onder meer door invoeging van het oude neushoornperk) en gemoderniseerd (onder meer door het verwijderen van veel hekwerk). Bij dit verblijf bevindt zich de verbinding met de uitbreiding aan het Entrepotdok. De Afrika-Savanne omvat twee delen. Tot 2017 was er nog een derde deel dat werd bewoond door ooievaars en zwarte kroonkraanvogels en nog eerder waren hier ook klipspringers te zien. Het grote middenstuk, dat sinds 2010 ook het oude giraffenperk omvat, huisvest netgiraffen, grote koedoes, grévyzebra's en helmparelhoenders. Algazels leven op het oostelijke deel van de Afrika-Savanne. Op het terrein aan het Entrepotdok liggen verder nog de Metzelaarkas, in 2001 geopend en sterk gericht op de flora van Borneo, en het Insectarium.
Naast het oude giraffenperk ligt het gebouw De Volharding, vernoemd naar een voormalig rijstpakhuis uit de negentiende eeuw. Aanvankelijk lagen aan de westzijde van dit gebouw ongeveer twintig volières voor roofvogels en de oostzijde meerdere perken voor runderen. Het aantal roofvogelvolières werd in de jaren negentig teruggebracht tot zeven en uiteindelijk in 2003 vervangen door één grote volière voor uitsluitend Europese gieren. Aanvankelijk werd deze volière door drie soorten (vale gier, aasgier, monniksgier) bewoond, maar inmiddels is alleen nog een groep vale gieren te zien. In De Volharding bevond zich van 1995 tot 2011 de 'Jungle by Night'. In eerste instantie was het een nachtdierenhuis voor Zuid-Amerikaanse soorten als brilbladneusvleermuizen, bergpaca's, nachtapen, negenbandgordeldieren, reuzenpadden en grottenzalmen. Later kwamen er ook verschillende nachtdieren uit andere continenten in de Jungle by Night, waaronder de potto en de suikereekhoorn. In 2011 verhuisde het merendeel van de zoogdiersoorten in de 'Jungle by Night' naar het vernieuwde Apenhuis, terwijl enkele andere soorten elders werden ondergebracht.
Naast De Volharding liggen het Chimpanseehuis en het Gorillahuis. De chimpansee en de westelijke laaglandgorilla bewoonden tot 1990 één gebouw, maar in dat jaar werd een nieuw buitenverblijf voor laatstgenoemde soort geopend. Het Gorillahuis stond lange tijd bekend als het Nijlpaardenhuis dat onderdak bood aan nijlpaarden, dwergnijlpaarden, Caribische lamantijnen en verschillende vogelsoorten als toekans, beo's en papegaaien die los in het gebouw vlogen. Door overlijden en verhuizing zijn de aanvankelijke bewoners van het gebouw verdwenen en werden de gorilla's hoofdbewoners. Rondom het Gorillahuis liggen de buitenverblijven van de helmkasuaris en de Seychellenreuzenschildpad samen met de neushoornleguaan.
In het zuidoosten van Artis bevinden zich een tweetal hoefdierverblijven en meerdere volières voor papegaaien, hoornraven, hoendervogels en ibissen. Aan de Plantage Middenlaan staat het monumentale Aquarium. Op de eerste verdieping bevindt zich een grote zaal met diverse grote en kleinere aquaria. Op de begane grond bevinden zich een drietal thema-aquaria (koraalrif, vloedbos uit de Amazone en Amsterdamse gracht) en enkele terraria met amfibieën. Achter in het Aquariumgebouw ligt de tentoonstellingsruimte van het Zoölogisch Museum Amsterdam. Nabij het Aquarium zijn de pinguïngroep van Artis, die tegenwoordig bestaat uit zwartvoetpinguïns, en de Californische zeeleeuwen te zien. De zeeleeuwen zitten in een verhoogd verblijf en zijn 'ondergronds' door glasplaten ook onder water te bekijken. Ten zuiden daarvan zijn nog twee verhoogde verblijven, waar voorheen onder andere ijsberen, lippenberen en Syrische beren zaten. Tegenwoordig wordt het ene verblijf bewoond door mandrils en het andere door kleine panda's.

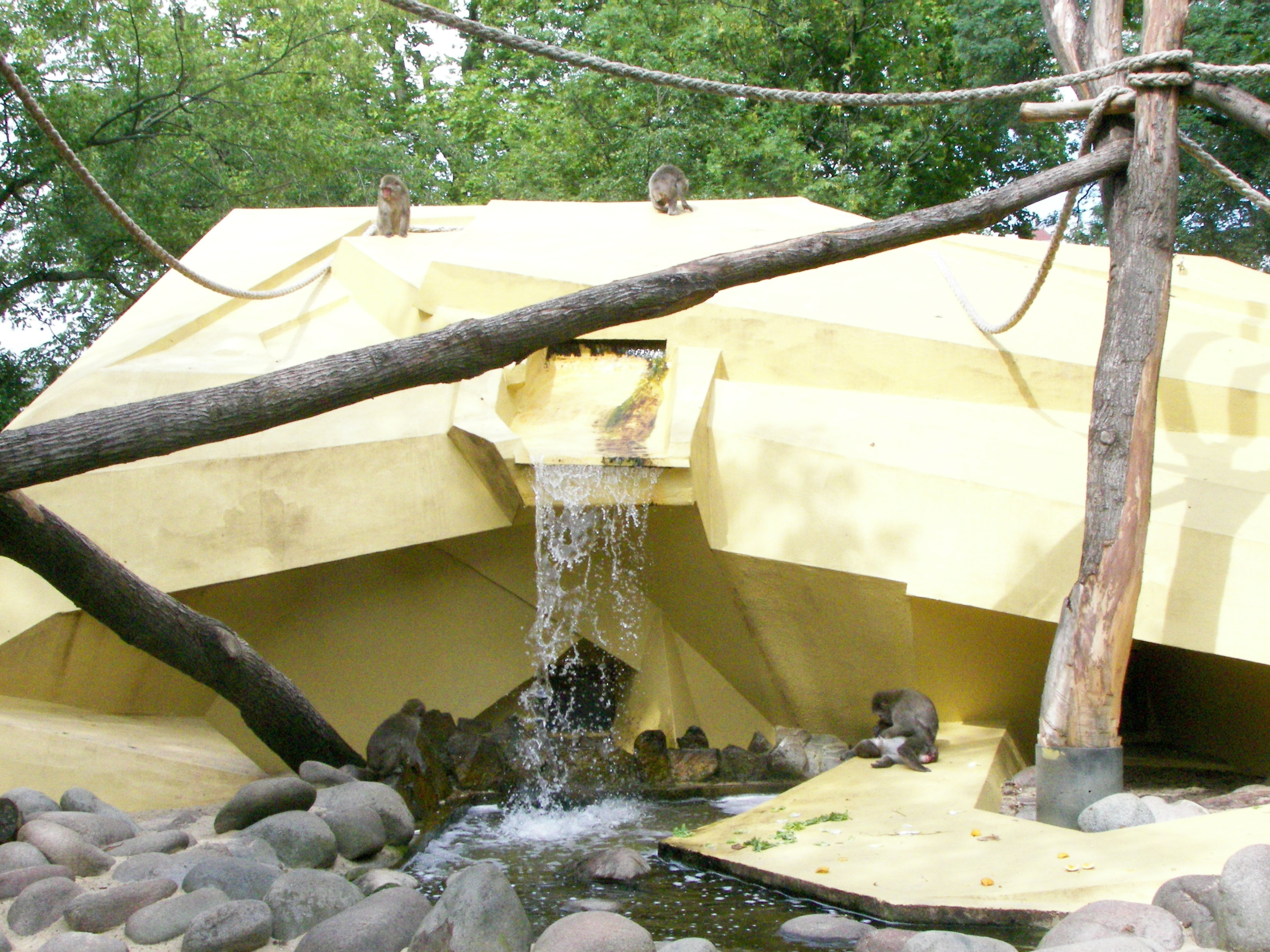
Apenrots in Artis
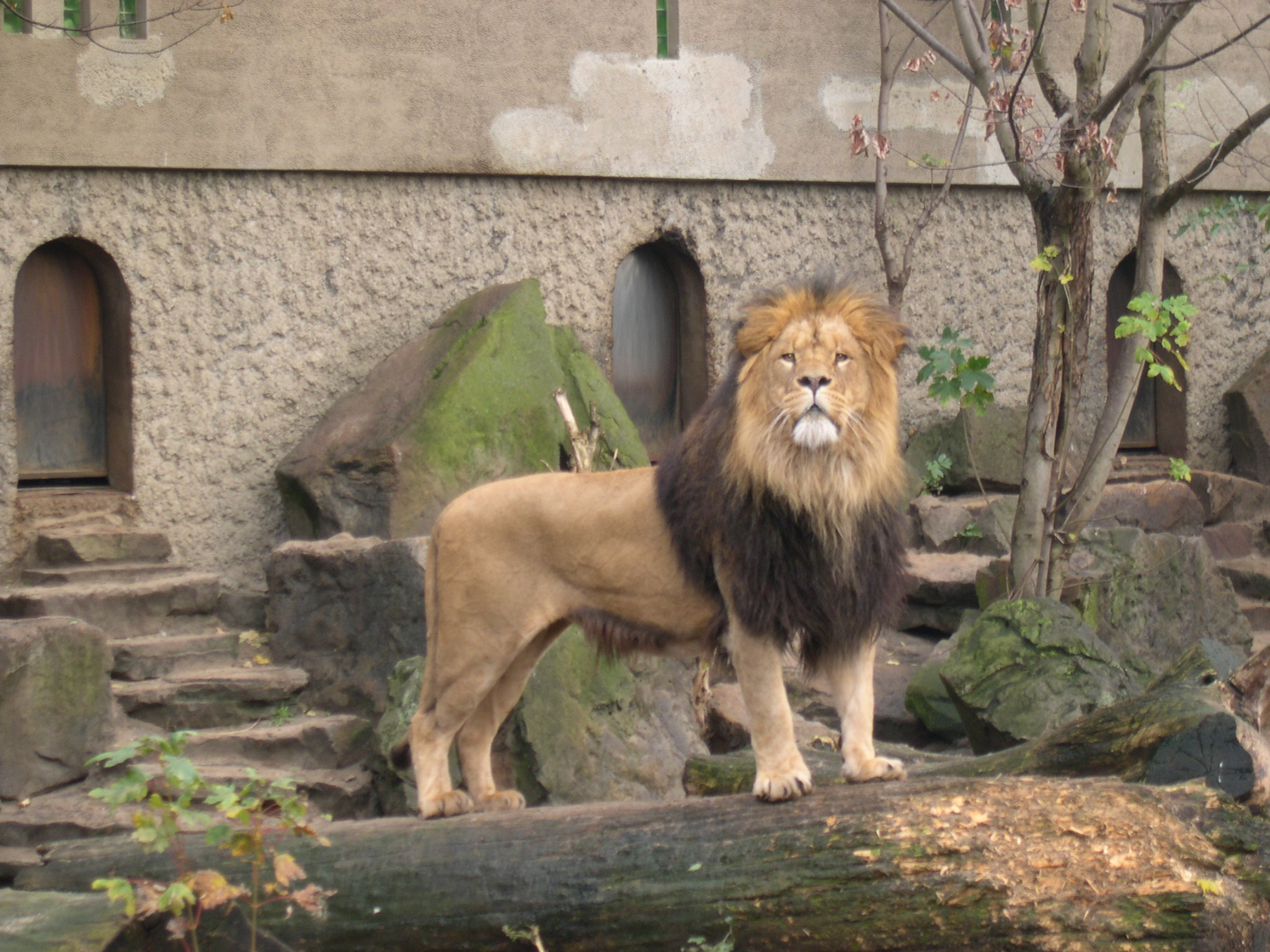
Leeuw op het Kerbert-terras
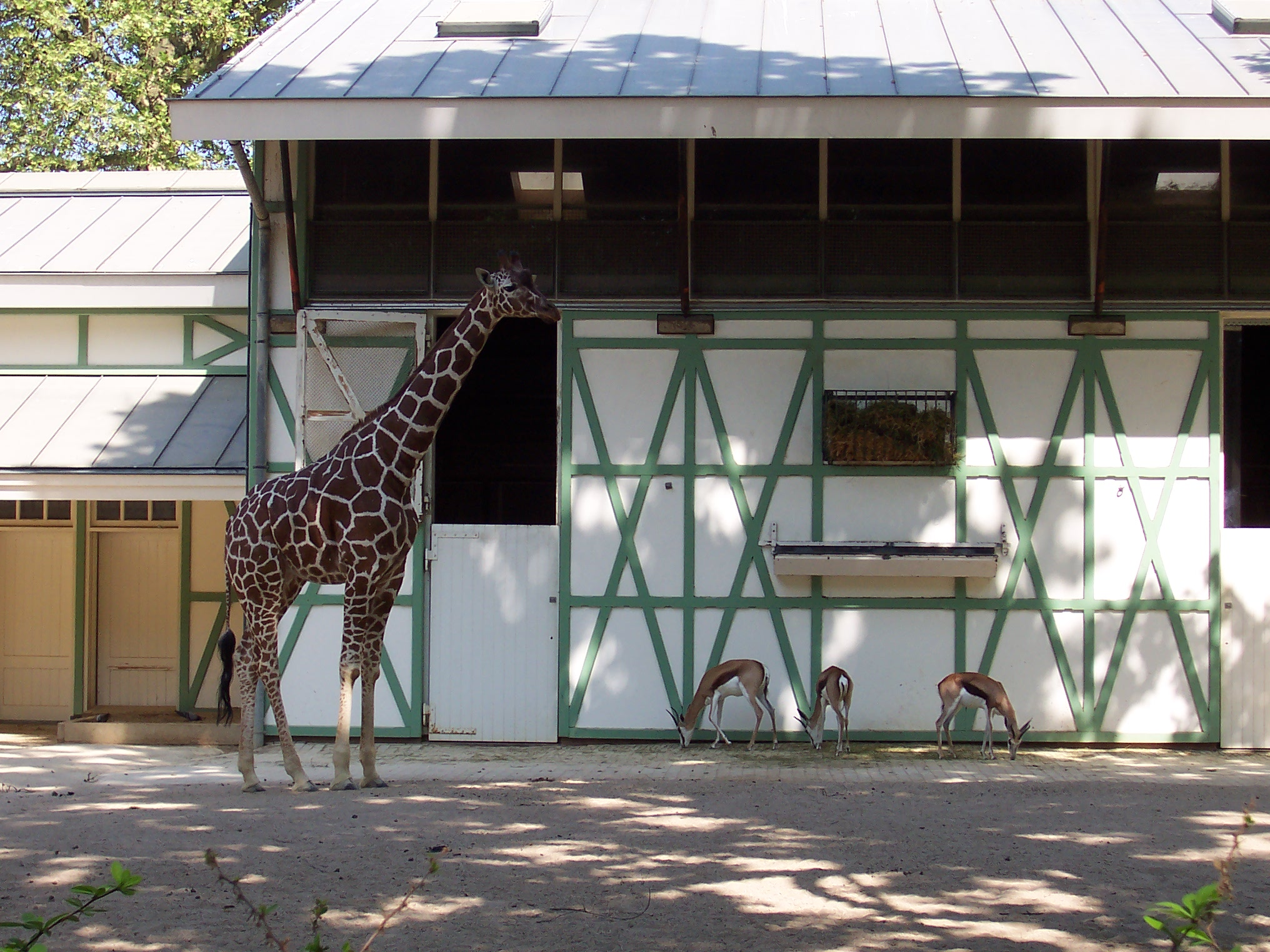
Netgiraffe en springbokken op het oude Giraffenperk
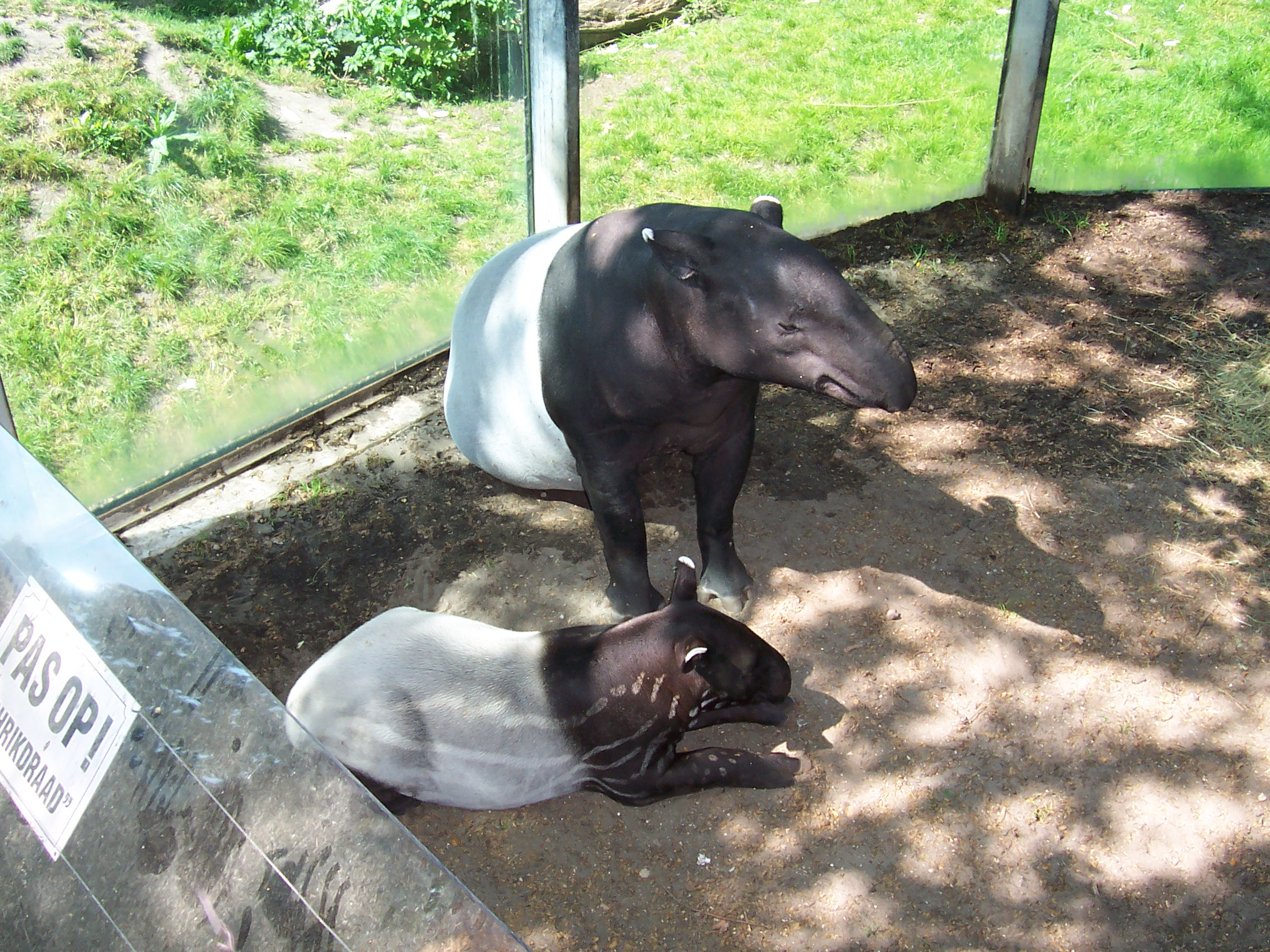
Maleise tapir met jong
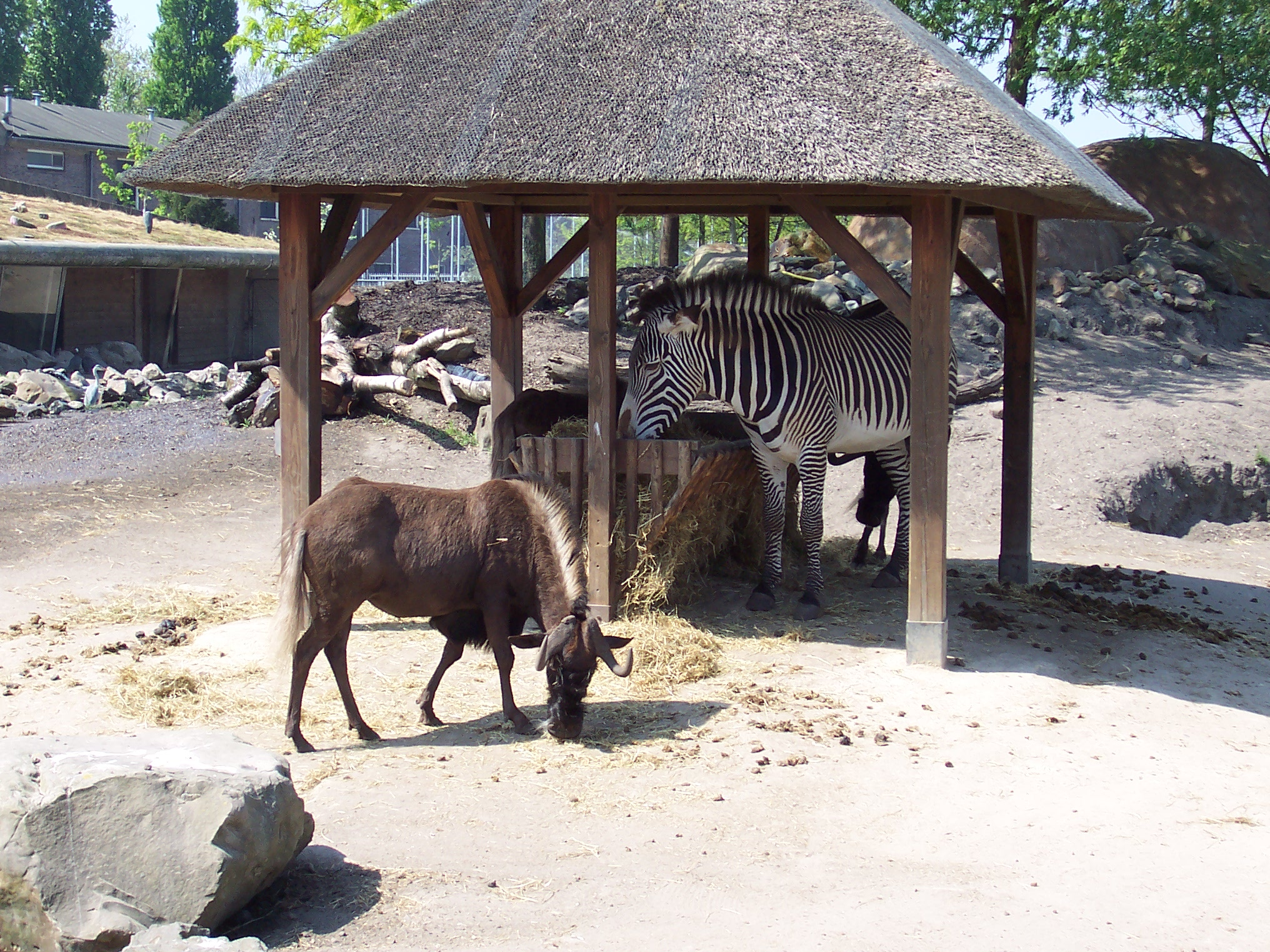
Grévyzebra en witstaartgnoes op de oude Afrika-Savanne
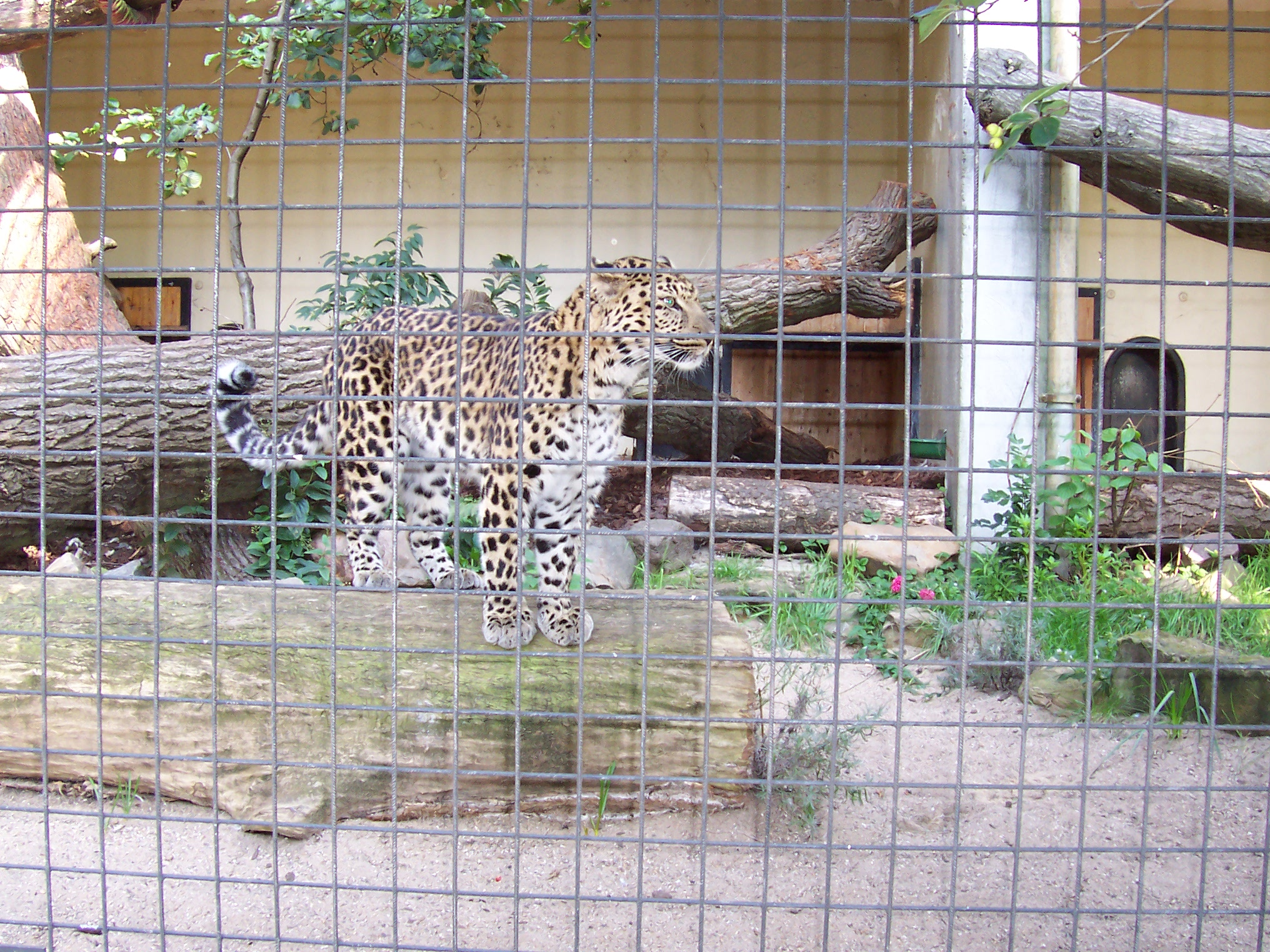
Amoerpanter
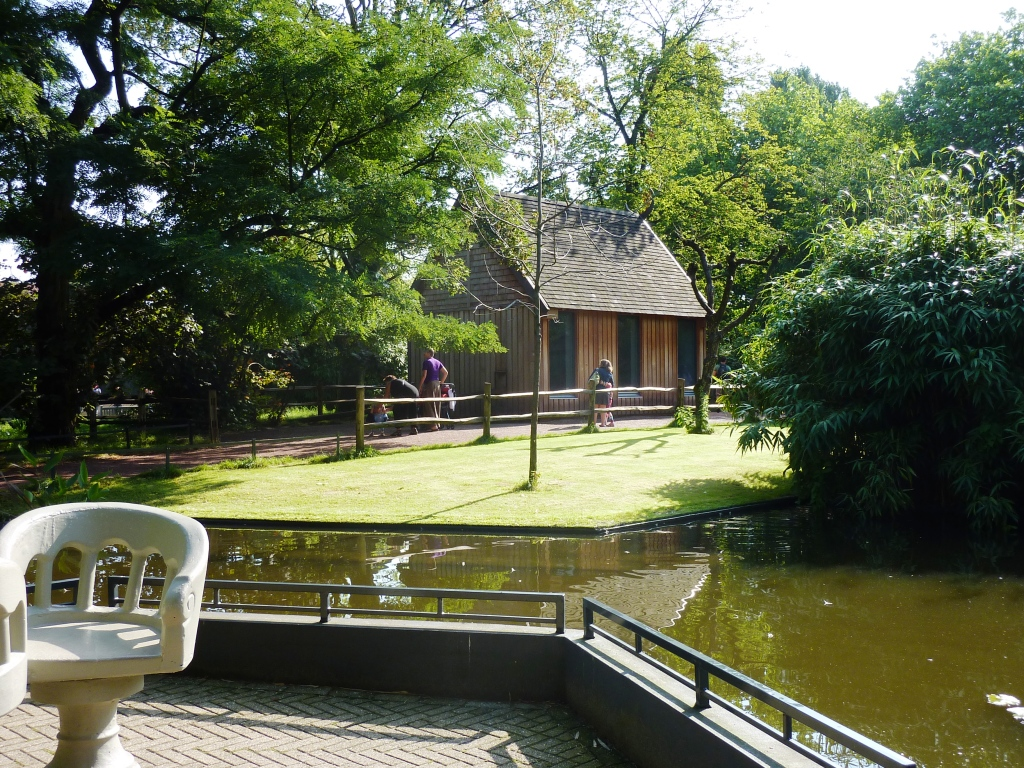
Lemurenland met ringstaartmaki's en rode vari's
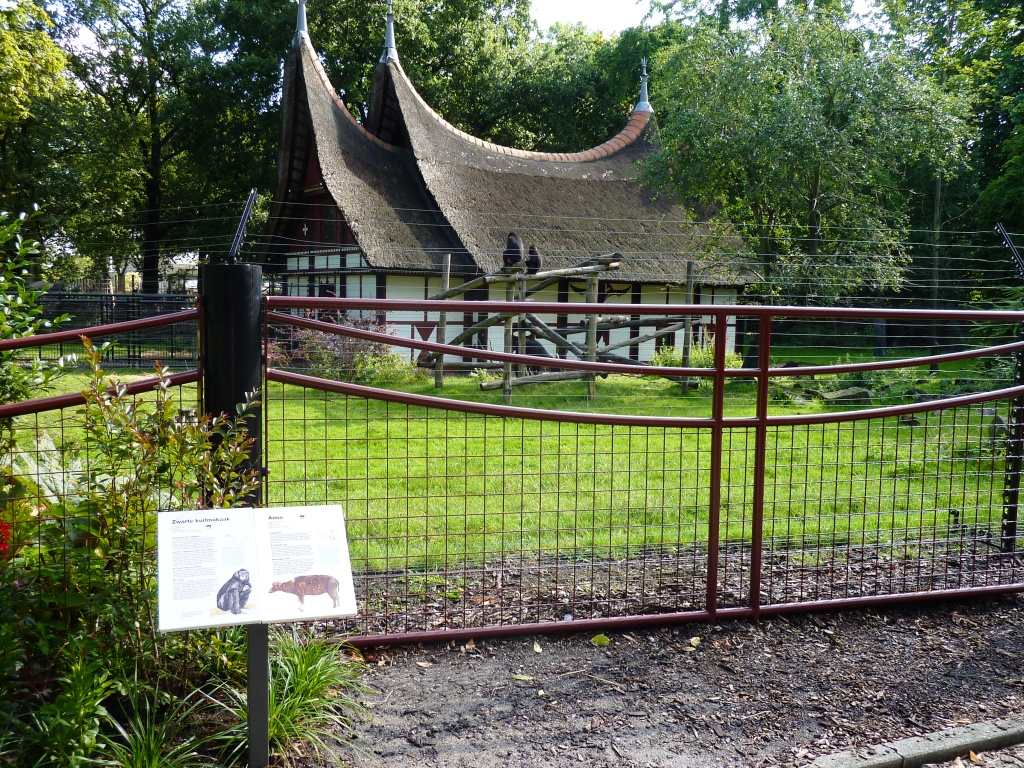
Minangkabause huis met zwarte kuifmakaken en anoas
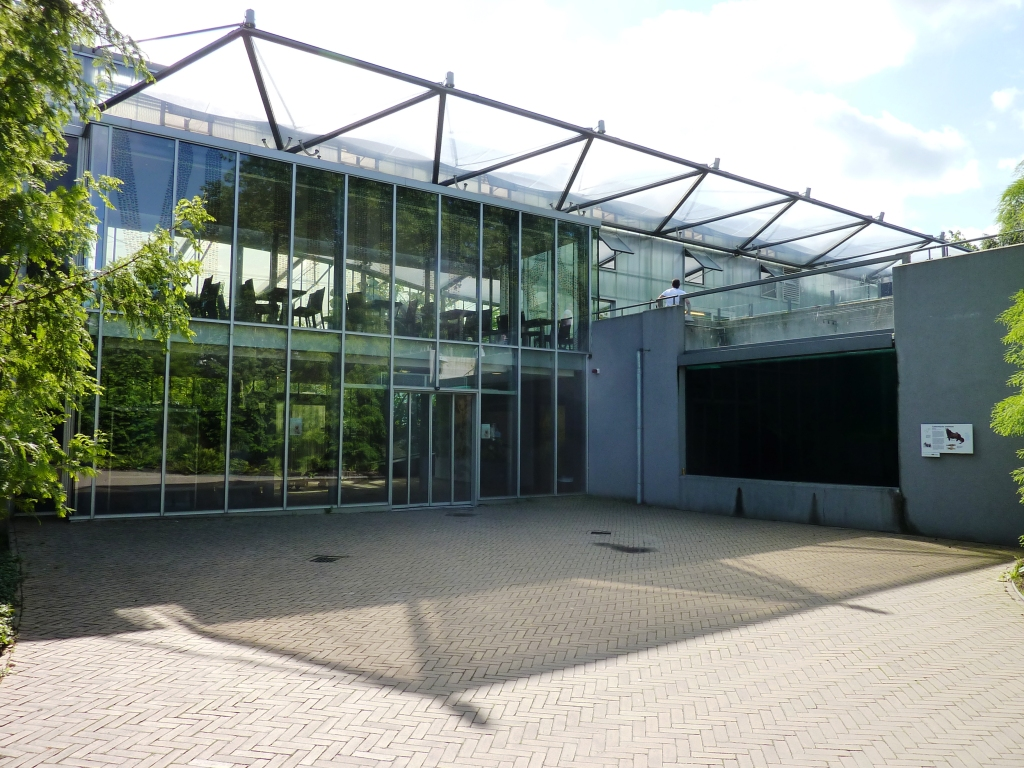
Vlinderpaviljoen en zeeleeuwenbassin
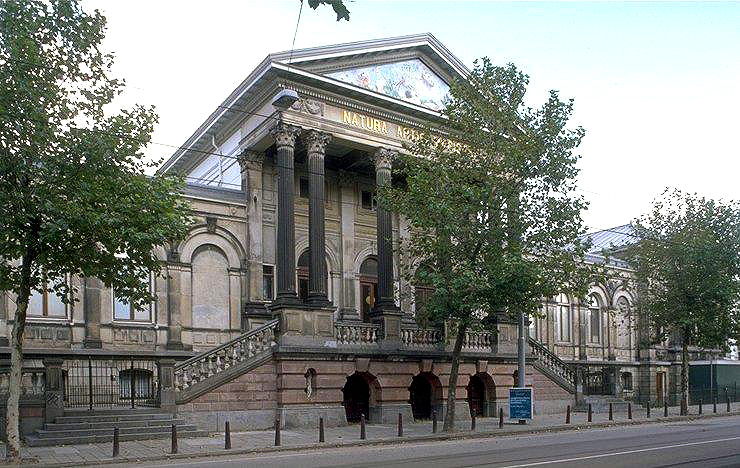
Aquariumgebouw aan de Plantage Middenlaan.

## Dierencollectie
Artis bezit ongeveer 900 diersoorten. In het verleden had de Amsterdamse dierentuin enkele zeer bijzondere soorten in de collectie zoals de inmiddels uitgestorven quagga, trekduif en buidelwolf en zeer zeldzame soorten als het vingerdier en de schoenbekooievaar. De quagga en de trekduif werden door Westerman in 1851 aangekocht van een Engelse dierenhandelaar.
Naast de gebruikelijke veranderingen in de collectie door onder meer overlijden en verhuizing in het kader van fokprogramma's heeft Artis het aantal (grote) diersoorten aan het einde van de twintigste eeuw enigszins teruggebracht met als doel de overblijvende soorten meer ruimte te kunnen geven. Zo is het aantal pinguïns teruggebracht van vier soorten (zwartvoetpinguïn, koningspinguïn, ezelspinguïn, rotspinguïn) in de midden jaren tachtig tot één soort (zwartvoetpinguïn). Ook het aantal roofdieren, hoefdieren en roofvogels is aan het einde van de twintigste eeuw teruggebracht. Van de grote katten vertrokken de poema's, sneeuwpanters en Siberische tijgers, waardoor de overgebleven soorten meer ruimte kregen. Van de berensoorten vertrokken de Syrische beer, de lippenbeer en de honingbeer uit Artis. Het gezamenlijke verblijf van de twee laatstgenoemde soorten aan de zuidzijde van het Wolvenhuis werd later bewoond door de beduidend kleinere wasberen.
De huisyak, de bergzebra en de Indische neushoorn verlieten Artis vanwege ruimtegebrek, het aantal hoefdieren rondom het Minangkabauhuis werd sterk gereduceerd (zie boven) en de verblijven van de Indische antilope en de moeflon maakten plaats voor de Zuid-Amerikaanse Pampa. Roofvogelsoorten als de Andescondor, kuifcaracara en oorgier vertrokken uit Artis ten behoeve van een nieuwe volière voor Europese gieren. Tegenover het vertrek van bovengenoemde diersoorten stond ook de komst van diverse nieuwe (veelal kleinere) soorten als de dwergmuismaki, de reuzenmiereneter, de gouden leeuwaap en de aasgier.
Hieronder volgt een overzicht van de diersoorten uit de collectie van Artis . De lijsten van vissen en ongewervelde dieren zijn niet volledig.

### Zoogdieren
Roofdieren
- Stokstaartje (Suricata suricatta)
- Leeuw (Panthera leo)
- Jaguar (Panthera onca)
- Kleine panda (Ailurus fulgens)
- Gewone wasbeer (Procyon lotor)
- Maleise bonte marter (Martes flavigula)
- Californische zeeleeuw (Zalophus californicus)
- Gestreept stinkdier (Mephitis mephitis)

Vleermuizen
- Rodriguesvleerhond (Pteropus rodricensis)

Slurfdieren
- Aziatische olifant (Elephas maximus)

Buideldieren
- Bennettwallaby (Macropus rufogriseus)

Onevenhoevigen
- Grévyzebra (Equus grevyi)
- Laaglandtapir (Tapirus terrestris)

Evenhoevigen
- Vicuña (Vicugna vicugna)
- Netgiraffe (Giraffa camelopardalis reticulata)
- Javaanse kleine kantjil (Tragulus javanicus)
- Algazel (Oryx dammah)
- Laaglandanoa (Bubalus depressicornis)
- Watusirund (Bos taurus taurus watussi)
- Alpensteenbok (Capra ibex ibex)
- Grote koedoe (Tragelaphus strepsiceros)

Tandarmen
- Reuzenmiereneter (Myrmecophaga tridactyla)
- Tweevingerige luiaard (Choloepus didactylus)
- Kogelgordeldier (Tolypeutes matacus)

Knaagdieren
- Zuid-Afrikaans stekelvarken (Hystrix africaeaustralis)
- Grijpstaartstekelvarken (Coendou prehensilis)
- Grote mara (Dolichotis patagonum)
- Capibara (Hydrochoeris hydrochaeris)

Primaten
- Noordelijke toepaja (Tupaia belangeri)
- Ringstaartmaki (Lemur catta)
- Rode vari (Varecia variegata rubra)
- Dwergmuismaki (Microcebus murinus)
- Springtamarin (Callimico goeldii)
- Pinchéaapje (Saguinus oedipus)
- Keizertamarin (Saguinus imperator)
- Witgezichtsaki (Pithecia pithecia)
- Noordelijke nachtaap (Aotus lemurinus)
- Zwarte slingeraap (Ateles paniscus)
- Zwarte kuifmakaak (Macaca nigra)
- Dianameerkat (Cercopithecus diana)
- Mandril (Mandrillus sphinx)
- Goudwanggibbon (Nomascus gabriellae)
- Westelijke laaglandgorilla (Gorilla gorilla gorilla)
- Chimpansee (Pan troglodytes)

### Vogels
Roofvogels en uilen
- Vale gier (Gyps fulvus)
- Sneeuwuil (Nyctea scandica)
- Konijnuiltje (Athene cunicularia)
- Noordelijke witwangdwergooruil (Ptilopsis leucotis)

Loopvogels
- Struisvogel (Struthio camelus)
- Kuifseriema (Cariama cristata)
- Helmkasuaris (Casuarius casuarius)

Watervogels
- Kwak (Nycticorax nycticorax)
- Chileense flamingo (Phoenicopterus chilensis)
- Heremietibis (Geronticus eremita)
- Lepelaar (Platalea leucorodia)
- Rode ibis (Eudocimes ruber)
- Kleine zilverreiger (Egretta garzetta)
- Hamerkop (Scopus umbretta)
- Kuifhoenderkoet (Chauna torquata)
- Eidereend (Somateria mollissima)
- Slobeend (Spatula clypeata)
- Witvleugelboseend (Asarcornis scutulata)
- Roze pelikaan (Pelecanus onocrotalus)
- Zwarte zwaan (Cygnus atratus)
- Trompetzwaan (Cygnus buccinator)
- Zwartvoetpinguïn (Spheniscus demersus)

Ooievaarachtigen
- Ooievaar (Ciconia ciconia)

Hoendervogels
- Helmparelhoen (Numida meleagris)
- Kroonparelhoen (Guttera pucherani)
- Edwards fazant (Lophura edwardsi)
- Himalayaglansfazant (Lophophorus impejanus)
- Roelroel (Rollulus rouloul)
- Patrijs (Perdix perdix)
- Blauwe pauw (Pavo cristatus)
- Noord-Hollands hoen
- Pauwkalkoen (Meleagris ocellata)
- Palawanpauwfazant (Polyplectron napoleonis)
- Satyrtragopan (Tragopan satyra)

Papegaaiachtigen
- Hyacinthara (Anodorhynchus hyacinhtinus)
- Blauwkeelara (Ara glaucogularis)
- Kea (Nestor notabilis)
- Inka-kaketoe (Lophochroa leadbeateri)
- Edelpapegaai (Eclectus roratus)
- Roodstaartamazone (Amazona brasiliensis)
- Zonparkiet (Aratinga solstitialis)

Zangvogels
- Balispreeuw (Leucopsar rothschildi)
- Roodoorbuulbuul (Pycnonotus jocosus)
- Driekleurige glansspreeuw (Lamprotornis superbus)
- Grote textorwever (Ploceus cucullatus)

Kraanvogelachtigen
- Europese kraanvogel (Grus grus)
- Chinese kraanvogel (Grus japonensis)
- Trompetvogel (Psophia crepitans)

Duifachtigen
- Victoria-kroonduif (Goura victoria)
- Karmijnkapvruchtenduif (Ptilinopus pulchellus)
- Manenduif (Caloenas nicobarica)
- Socorrotreurduif (Zenaida graysoni)
- Oud-Hollandse kapucijn (Columba livia)

Steltloperachtigen
- Kievit (Vanellus vanellus)
- Kluut (Recurvirostra avosetta)
- Kemphaan (Calidris pugnax)
- Incastern (Larosterna inca)

Scharrelaarvogels
- Vorkstaartscharrelaar (Coracias caudatus)

Spechtvogels
- Reuzentoekan (Ramphastos toco)

Bucerotiformes
- Gewone jaarvogel (Aceros undulatus)
- Zuidelijke hoornraaf (Bucorvus leadbeateri)

Suliformes
- Aalscholver (Phalacrocorax carbo)
- Jan-van-gent (Morus bassanus)

### Reptielen
Krokodillen
- Onechte gaviaal (Tomistoma schlegelii)

Slangen
- Koningspython (Python regius)
- Netpython (Malayopython reticulatus)
- Groene boompython (Morelia viridis)
- San Francisco lintslang (Thamnophis sirtalis tetrataenia)

Hagedissen
- Mexicaanse korsthagedis (Heloderma horridum exasperatum)
- Chuckwalla (Sauromalus ater)
- Eumeces algeriensis
- Chinese krokodilstaarthagedis (Shinisaurus crocodilurus)
- Scheltopusik (Pseudopus apodus)
- Groene wateragame (Physignathus cocincinus)
- Tokeh (Gekko gecko)
- Kraaghagedis (Chlamydosaurus kingii)
- Baardagame (Pogona vitticeps)
- Neushoornleguaan (Cyclura cornuta)
- Groene leguaan (Iguana iguana)
- Fijileguaan (Brachylophus fasciatus)
- Ctenosaura palearis
- Filipijnse zeilhagedis (Hydrosaurus pustulatus)
- Smaug depressus

Schildpadden
- Egyptische landschildpad (Testudo kleinmanni)
- Europese moerasschildpad (Emys orbicularis)
- Madagaskarstralenschildpad (Astrochelys radiata)
- McCords slangenhalsschildpad (Chelodina mccordi)
- Aldabra reuzenschildpad (Dipsochelys dussumieri)
- Spleetschildpad (Malacochersus tornieri)
- Gespikkelde padloper (Homopus signatus)
- Maleise rivierschildpad (Batagur borneoensis)
- Nieuw-Guinese tweeklauwschildpad (Carettochelys insculpta)
- Roodwangschildpad (Trachemys scripta elegans)

### Amfibieën
- Axolotl (Ambystoma mexicanum)
- Vuursalamander (Salamandra salamandra)
- Ribbensalamander (Pleurodeles waltl)
- Knoflookpad (Pelobates fuscus)
- Epipedobates anthonyi
- Gouden mantella (Mantella aurantiaca)
- Roodoogmakikikker (Agalychnis callidryas)
- Blauwe pijlgifkikker (Dendrobates tinctorius var. azureus)

### Vissen (selectie)
- Californische stierkophaai (Heterodontus francisci)
- Luipaardhaai (Triakis semifasciata)
- Arapaima (Arapaima gigas)
- Grottenzalm (Astyanax mexicanus)
- Afrikaanse meerval (Clarias lazerna)
- Zwarte pacu (Colossoma macropomum)
- Rode karperzalm (Distichodus sexfasciatus)
- Sidderaal (Electrophorus electricus)
- Juweelkardinaalbaars (Pterapogon kauderni)
- Roodbuikpiranha (Pygocentrus nattereri)
- Afrikaanse longvis (Protopterus aethiopicus)

### Ongewervelde dieren (selectie)
- Parasolmier (Atta sexdens)
- Geelgerande watertor (Dytiscus marginalis)
- Afrikaanse rozenkever (Pachnoda marginata)
- Mierenleeuw (Myrmeleon formicarius)
- Komeetstaartvlinder (Argema mittrei)
- Atlasvlinder (Attacus atlas)
- Caligo eurilochus
- Papiervlinder (Idea leuconoe)
- Mexicaanse roodknievogelspin (Brachypelma smithi)
- Afrikaanse reuzenslak (Achatina fulica)

### Bijzondere diersoorten
Artis heeft in de collectie ook een aantal bijzondere soorten. De grote groep van de bijna uitgestorven algazellen is daar een goed voorbeeld van. Jaarlijks worden er van deze soort meerdere jongen geboren in de Amsterdamse tuin. Ook witstaartgnoes zijn in het wild bijna uitgestorven. De witstaartgnoes in Artis waren een unicum in de Benelux en ook wereldwijd is deze kleine gnoe een zeldzaamheid in dierentuinen.
Ook soorten als de margay, de Javaanse kleine kantjil en de laaglandanoa zijn zeldzame verschijningen in dierentuinen.

## Arboretum
In Artis staan meer dan 800 bomen, van ruim 200 verschillende soorten. 74 daarvan staan op de gemeentelijst van monumentale bomen. Sommige stammen nog van voor de oprichting van Artis. De zomereik (Heijmanseik) naast het buitenverblijf van de chimpansees is bijvoorbeeld naar schatting ruim 250 jaar oud. Er zijn zeldzame bomen uit de hele wereld te zien, die soms in de natuur nauwelijks nog voorkomen. Maar er groeit ook een zaailing van de Anne Frankboom.
Artis noemt zich graag 'het oudste stadspark van Amsterdam'. De oorspronkelijke gridstructuur van de Plantage (een 17e-eeuwse stadsuitbreiding) is nog steeds bepalend voor de structuur, maar nauwelijks te zien omdat die is omgevormd in de stijl van een Engelse tuin.

## Educatieve functies
Artis is van oorsprong bedoeld om een educatieve functie te vervullen. Het was niet alleen een dierentuin, maar in de geest van de Verlichting werden er ook concerten en tentoonstellingen gehouden en musea ingericht tot "het bevorderen van de kennis der Natuurlijke Historie op eene aangename en aanschouwelijke wijze". Zoölogie, plantkunde, volkenkunde en geologie werden als een compleet pakket gepresenteerd. Een mooi voorbeeld daarvan is het Minangkabauhuis, waar dieren uit Sulawesi gehuisvest werden in een gebouw in plaatselijke stijl. En ook nu nog bevinden de Hortus Botanicus Amsterdam en het Tropenmuseum zich nabij de westelijke en oostelijke uiteinden van Artis en is de Universiteit van Amsterdam in enkele gebouwen op het Artis-terrein vertegenwoordigd. Zoals het Zoölogisch Museum Amsterdam, waarvan de tentoonstellingsruimte achter in het Aquariumgebouw voor Artis-bezoekers toegankelijk was.
Rond de kinderboerderij nabij de ingang bevinden zich drie leslokalen en in gebouw de Volharding (tussen de gieren en de wisent) is een collegezaal, waar maandelijks lezingen worden gehouden. Naast de ingang is een planetarium, met een programma dat zich zowel op volwassenen en serieuze informatie als op vermaak en kinderen richt. Verder wordt er dagelijks op gezette tijden uitleg gegeven ('de verzorger vertelt'), meestal gecombineerd met de voedertijden, bij de Europese gieren, zeeleeuwen, pelikanen, krokodillen (zondag), roofdieren (behalve donderdag), pinguïns en vlinders. Verder verzorgt de educatieve dienst iedere zondagochtend een gratis rondleiding 'achter de schermen', waarbij onder meer de keuken van het Kleine Zoogdierenhuis en delen van het Aquariumgebouw worden getoond. Verder zijn er ook aparte rondleidingen op aanvraag voor groepen.

## Samenwerking
Artis is aangesloten bij een aantal nationale en internationale organisaties die proberen vanuit de dierentuin vorm te geven aan soort- en natuurbehoud. De dierentuin is lid van de Nederlandse Vereniging van Dierentuinen (NVD), waar alle grote Nederlandse dierentuinen lid van zijn. Verder is Artis aangesloten bij de European Association of Zoos and Aquaria (EAZA). In het kader van het EAZA-samenwerkingsverband worden Europese stamboeken bijgehouden voor diverse bedreigde diersoorten, de European Endangered Species Programme (EEP). Deze EEP's zijn er voor zoogdieren, vogels, reptielen en een slakkensoort. Artis neemt deel aan ongeveer veertig EEP's en de dierentuin coördineert de Europese fokprogramma's van de westelijke laaglandgorilla, de kuifmangabey, de dianameerkat, de Javaanse kleine kantjil, de kleine kantjil, de zwartvoetpinguïn, de tureluur, de kleine zusterhaai en de Californische stierkophaai.
Daarnaast participeert Artis jaarlijks in de EAZA-campagnes om bepaalde bedreigde diersoorten of natuurgebieden onder de aandacht van het grote publiek te krijgen en zo geld in te zamelen voor beschermingsprojecten. Voorbeelden van EAZA-campagnes zijn de tijger (2004), de schildpadden ("Shellshock", 2005), de neushoorns (2006) en Madagaskar (2007). Verder is mede door Artis de in het wild uitgestorven wisent weer terug in de natuur in Oost-Polen. Ook bij de herintroductie van de Alpensteenbok heeft de dierentuin een belangrijke bijdrage gehad en Artis was een van de eerste dierentuinen die betrokken was bij de herintroductie van dwergnijlpaarden in westelijk Afrika. Sinds de komst van de Afrika-Savanne ondersteunt Artis natuurbeschermingsprojecten in Tsavo National Park (Kenia) en de Kafue Wetlands (Zambia).
Vanwege het Vlinderpaviljoen is Artis aangesloten bij de International Association of Butterfly Exhibitors and Suppliers (IABES), een organisatie die zich richt op de promotie van vlindertuinen.

## Bezoekers en bereikbaarheid

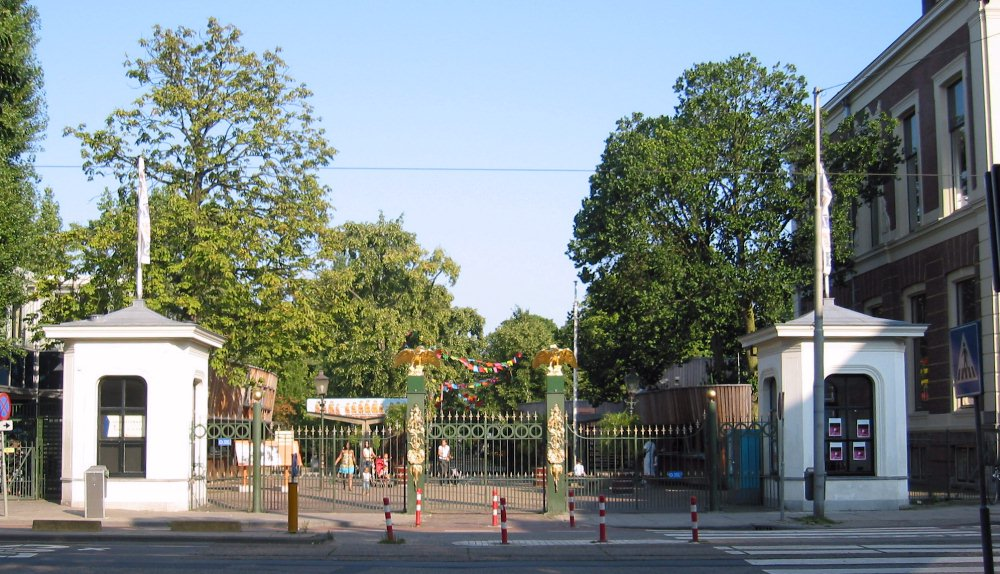
Ingang van Artis aan de Plantage Kerklaan.

Ligging van Artis in de Plantagebuurt

Artis ontvangt jaarlijks meer dan een miljoen bezoekers (1,41 miljoen in 2019). Er is één in- en uitgang aan de westzijde aan de Plantage Kerklaan en verder nog één uitgang aan de zuidoostzijde naast het aquarium naar de Plantage Middenlaan. Artis is bereikbaar met het openbaar vervoer met tramlijn 14 die zijn halte heeft op de Plantage Middenlaan. Bovendien ligt de dierentuin op loopafstand van metrostation Waterlooplein. Naast kaartjes voor één dag, is het ook mogelijk om een lidmaatschap aan te schaffen. Er komen veel ouders met jonge kinderen en verder is het een vast onderdeel van het programma van de basisscholen in de regio.
In september 2014 werd het Artisplein geopend, een gedeelte in de westelijke hoek aan de Plantage Middenlaan, dat vrij toegankelijk is en geopend is van 07.00 tot 23.30 uur.

### Bezoekersaantallen
Hieronder volgt een lijst van de bezoekersaantallen door de jaren heen van Artis.
| 2014      | 2015      | 2016      | 2017     | 2018      | 2019      | 2020    | 2021    | 2022      | 2023      | 2024      |
| --------- | --------- | --------- | -------- | --------- | --------- | ------- | ------- | --------- | --------- | --------- |
| 1.369.000 | 1.342.000 | 1.352.699 | 1.400.00 | 1.400.000 | 1.400.000 | 695.000 | 715.000 | 1.200.000 | 1.300.000 | 1.272.515 |

## Financiële ondersteuning
Om Artis te ondersteunen in de kosten op het gebied van verzorging van de dieren, instandhouding van de tuin, educatie en internationale samenwerkingsprojecten, worden "dieradopties" aangeboden. In ruil voor de adoptie plaatst Artis een adoptiebord met naam bij het verblijf van het betreffende dier en worden onder meer vrijkaartjes en rondleidingen verstrekt.

## Mascotte
De mascotte van Artis heet 'Artis de Partis'. Het is een knuffel, die lijkt op een sok en hij is te koop in Artis. Een kwart van de prijs van de knuffel wordt door Artis geschonken aan hun reuzenmiereneter-project in Zuid-Amerika.
Na de opening van het nieuwe planetarium was er tijdelijk een vriendje voor Artis de Partis ontworpen, de groene buitenaardse knuffel 'Artis de Marsis'. Dit was een relatiegeschenk voor de bezoekers van de opening van het nieuwe planetarium. Deze was tijdelijk niet meer verkrijgbaar in de ARTIS-winkel, maar is sinds de nieuwe Planetariumvoorstelling 'Artis de Partis op zoek naar planeet Sok' weer te koop.

## Trivia
- Artis behoorde in juni 1881 tot de 49 eerste telefoonaansluitingen van Nederland.[25]
- Het laatste exemplaar van de quagga stierf op 12 augustus 1883 in Artis.
- Artis is venster nummer 26 van de Canon van Amsterdam, dat in 2008 werd gepresenteerd.